# Список участников Вьетнамской войны, награждённых медалью Почёта
Медаль Почёта была учреждена в ходе Гражданской войны в США и является высочайшей военной наградой, вручаемой правительством США военнослужащим. Представляемые к награде обязаны проявить отличие с риском для жизни при выполнении долга службы и за его пределами в бою против врага Соединённых Штатов. Медаль часто вручается посмертно ввиду критериев награждения.
Вьетнамская война, (также известная как Вторая война в Индокитае, Вьетнамский конфликт и Американской войной, в самом Вьетнаме), проходила с 1955 по 1975 годы между силами коммунистического Северного Вьетнама и поддерживаемого США  Южного Вьетнама. Война началась с небольшого присутствия американской группы военных советников в 1955 году и перешла в прямое участие вооружённых сил США в 1965 году. Американские боевые силы были выведены в начале 1973 года в связи с Парижским мирным соглашением, но война продолжалась до падения Сайгона Сайгона 30 апреля 1975 года.
В ходе Вьетнамской войны и последующих 12 месяцев были вручены 235 медалей Почёта. С 1978 года были вручены ещё 33 награды. Из общего количества в 268 наград, 179 были вручены армии, 15 - ВМС, 58 - морской пехоте и 14 - ВВС. В это число не входит награда вручённая Неизвестному солдату во Вьетнаме.
Первым подвигом в ходе Вьетнамской войне за который был вручена медаль Почёта стали действия капитана Роджеру Донлону 6 июля 1964 года в ходе командования отрядом Сил специального назначения армии США в ходе обороны лагеря Нам Донг от атаки Вьетконга. Последним подвигом в ходе Вьетнамской войне за который был вручена медаль Почёта стали действия Бада Дэя в лагере для военнопленных в период с 26 августа 1967 года по 14 марта 1973 года. Дэю и троим представленным к награждению медали были вручены президентом Фордом на церемонии в Белом доме 4 марта 1976 года. Они стали последними военнослужащими награждёнными медалью Почёта за участие во Вьетнамской войне в последующие двенадцать месяцев.
Первым афроамериканцем, получившим медаль Почёта за участие в этом конфликте стал Милтон Олив, пожертвовавший жизнью для спасения товарищей (накрыл телом гранату). Первым офицером-афроамериканцем, получившим медаль стал Riley L. Pitts. Сознательные отказники Thomas Bennett и Joseph LaPointe получили медали за свои действия в качестве медиков. Также медаль получили три капеллана, включая Vincent R. Capodanno, служившего в морской пехоте, известного как «Падре-ворчун».

## Награждённые медалью Почёта
Лавандовый цвет отмечает награждённых посмертно
Отметка KIA отмечает павших в бою.
Примечание: Примечания взяты из официальных наградных записей
| Изображение | Имя                            | Род войск      | Звание                                             | Место боя                                                    | Дата боя                            | Примечания |
| --- | ------------------------------ | -------------- | -------------------------------------------------- | ------------------------------------------------------------ | ----------------------------------- | --- |
| Head and shoulders of a white man with short hair and a slight smile, wearing a military jacket with ribbon bars and a winged pin on the left breast. | Уильям Э. Адамс KIA            | Армия          | Майор (O-04)                                       | Провинция Контум                                             | 25 мая 1971                         | Убит, пилотируя вертолёт в ходе спасательной миссии. |
| | Бенни Дж. Эдкинс               | Армия          | Сержант первого класса (E-7)                       | Долина Ашау, Южный Вьетнам                                   | 9 марта 1966                        | Отличился в ходе 38-часовой битвы за лагерь Ашау |
| — | Lewis Albanese KIA             | Армия          | Рядовой первого класса (E-3)                       | Южный Вьетнам                                                | 1 декабря 1966                      | После участия в отражении вражеского штурма был убит в рукопашном бою. |
| | Leonard L. Alvarado KIA        | Армия          | Специалист (Е-4)                                   | Провинция Фыоклонг                                           | 12 августа 1969                     | За срыв вражеской атаки и спасение жизни нескольких товарищей. |
| Head of a young black man wearing a dark military jacket and a white peaked cap with a black visor. | Джеймс Андерсон KIA            | Морская пехота | Рядовой первого класса (E-2)                       | Близ Камло                                                   | 28 февраля 1967                     | Накрыл телом гранату, чтобы защитить товарищей-морских пехотинцев. |
| Head and shoulders of a young white man with a cleft chin wearing a dark military jacket and a white peaked cap with a black visor. | Ричард Андерсон KIA            | Морская пехота | Младший капрал (E-3)                               | Провинция Куангчи                                            | 24 августа 1969                     | Накрыл телом гранату, чтобы защитить товарищей-морских пехотинцев в ходе разведывательной миссии. |
| — | Webster Anderson               | Армия          | Штаб-сержант (E-6)                                 | Г. Тамки                                                     | 15 октября 1967                     | Несмотря на многочисленные ранения продолжал сражаться и отказывался от медицинской помощи, пока вражеская атака не была отражена. |
| — | Eugene Ashley, Jr. KIA         | Армия          | Сержант первого класса (E-7)                       | близ Lang Vei                                                | 6 февраля 1968 – 7 февраля 1968     | Рисковал жизнью для спасения жизней, попавших в ловушку товарищей и командира. |
| Head of a young black man staring intently at the camera, wearing a dark military jacket and a white peaked cap with a black visor. | Оскар П. Остин KIA             | Морская пехота | Рядовой первого класса (E-2)                       | к западу от Дананга                                          | 23 февраля 1969                     | Заслонил от вражеского огня раненого товарища-морского пехотинца. |
| — | Джон Ф. Бака                   | Армия          | Специалист (Е-4)                                   | Провинция Фыоклонг                                           | 10 февраля 1970                     | Накрыл гранату своей каской и телом, что спасло восемь человек. |
| — | Nicky D. Bacon                 | Армия          | Штаб-сержант (E-6)                                 | к западу от Тамки                                            | 26 августа 1968                     | Рисковал жизнью периодически возглавляя группы людей при отражении вражеской атаки. |
| Head and shoulders of a white man with short dark hair wearing a military jacket with a star-shaped medal hanging loosely from a ribbon around his neck. | John F. Baker, Jr.             | Армия          | Рядовой первого класса (E-3)                       | Южный Вьетнам                                                | 5 ноября 1966                       | Прямо ответственен за спасение жизней нескольких товарищей и нанесение серьёзного ущерба противнику. |
| | Дональд Э. Баллард             | ВМС            | Медик, петти-офицер II класса (E-5)                | Провинция Куангчи                                            | 16 мая 1968                         | Рисковал жизнью, накрыв телом гранату. |
| Head and shoulders of a young white man wearing a white peaked cap with a black visor and a dark military jacket with bright buttons down the center. | Jedh C. Barker KIA             | Морская пехота | Младший капрал (E-3)                               | близ базы Контхиен                                           | 21 сентября 1967                    | Бросился телом на гранату, чтобы спасти товарища-морского пехотинца. |
| — | John A. Barnes, III KIA        | Армия          | Рядовой первого класса (E-3)                       | Дакто                                                        | 12 ноября 1967                      | Пожертвовал жизнью, накрыв телом гранату. |
| Head and shoulders of a middle-aged white man wearing a white peaked cap with oak leaf decorations on the visor and a dark military jacket with two rows of medals hanging from ribbons pinned to his chest and another medal hanging from his neck.                                                                       | Харви Куртисс Барнум-мл.       | Морская пехота | Первый лейтенант (O-02)                            | Ky Phu, провинция Куангтин                                   | 18 декабря 1965                     | Принял командование над стрелковой ротой после гибели командира в засаде и руководил контратакой. |
| — | Gary B. Beikirch               | Армия          | Сержант (E-5)                                      | Провинция Контум                                             | 1 апреля 1970                       | Выдержал вражеский огонь и получил серьезные ранения, чтобы спасти несколько раненых солдат. |
| | Тед Белчер KIA                 | Армия          | Сержант (E-5)                                      | Plei Djerang                                                 | 19 ноября 1966                      | Накрыл телом гранату, чтобы защитить окружающих. |
| — | Leslie A. Bellrichard KIA      | Армия          | Рядовой первого класса (E-3)                       | Провинция Контум                                             | 20 мая 1967                         | Накрыл телом гранату, чтобы защитить окружающих. |
| Head and shoulders of a middle-aged Hispanic man wearing a beret with unit patch and green military jacket with five rows of medals hanging from ribbons pinned to his chest and another medal hanging from his neck. | Roy P. Benavidez               | Армия          | Штаб-сержант (E-6)                                 | к западу от Локнинь (провинция Биньфыок)                     | 2 мая 1968                          | За серию дерзких и отважных атак несмотря на несколько ранений. |
| Head of a young white man with thick hair wearing a dark military jacket with a "U.S." pin on the lapel. | Steven L. Bennett KIA          | ВВС            | Капитан (O-03)                                     | Провинция Куангчи                                            | 29 июня 1972                        | Пожертвовал жизнью, чтобы спасти пассажира. |
| Shadowy profile of smiling young white man wearing a dark suit coat over a white shirt and dark tie. | Thomas W. Bennett KIA          | Армия          | Капрал (E-4)                                       | Район Chư Păh, Плейку                                        | 9 февраля 1969 – 11 февраля 1969    | Медик. Спас множество жизней в ходе ожесточённой перестрелки. Второй сознательный отказник получивший медаль Почёта. |
| | Дуайт У. Бёрдуелл              | Армия          | Специалист (E-4)                                   | База ВВС Таншоннят, Сайгон                                   | 31 января 1968                      | За участие в обороне базы ВВС Таншоннят в ходе Тетского наступления. Медаль вручена 5 июля 2022 года. |
| — | Michael R. Blanchfield KIA     | Армия          | Специалист (Е-4)                                   | Провинция Биньдинь                                           | 3 июля 1969                         | Накрыл телом гранату, чтобы защитить окружающих. |
| Head and shoulders of a young white man wearing a dark peaked cap and a dark military jacket over a shirt and tie. On the collar of the shirt is a bar-shaped pin. | Джон П. Бобо KIA               | Морская пехота | Второй лейтенант (O-01)                            | Провинция Куангчи                                            | 30 марта 1967                       | Несмотря на то, что ему оторвало голень, отказался от эвакуации и занял стрелковую позицию на острие вражеского наступления. Погиб, прикрывая отход командной группы в безопасное место. |
| — | Джеймс Л. Бондстил             | Армия          | Штаб-сержант (E-6)                                 | Анлок, провинция Биньфыок                                    | 24 мая 1969                         | Уничтожил десять вражеских бункеров и большое количество врагов, в том числе двух ключевых вражеских командиров. |
| — | Hammett L. Bowen, Jr. KIA      | Армия          | Штаб-сержант (E-6)                                 | Провинция Биньзыонг                                          | 27 июня 1969                        | Накрыл телом гранату, чтобы защитить окружающих. |
| | Патрик Г. Брейди               | Армия          | Майор (O-04)                                       | близ Тюлай                                                   | 6 января 1968                       | Совершил множество вылетов под плотным огнём, эвакуировав 51 раненых. |
| Head of a young white man wearing a white peaked cap with black visor and a dark military jacket with a pin on each side of the upright collar. | Daniel D. Bruce KIA            | Морская пехота | Рядовой первого класса (E-2)                       | База огневой поддержки «Томагавк», провинция Куангнам        | 1 марта 1969                        | Оттащил взрывное устройство от трёх морских пехотинцев. |
| — | William M. Bryant KIA          | Армия          | Сержант первого класса (E-7)                       | Провинция Лонгкхань                                          | 24 марта 1969                       | Проявил видное лидерство, организуя оборону своего отряда в ходе 34-часовой вражеской атаки. |
| Bucha in 2011 | Пол У. Буча                    | Армия          | Капитан (O-03)                                     | близ Фыоквинь, провинция Биньзыонг                           | 16 марта 1968 – 19 марта 1968       | Возглавлял свою роту в ходе уничтожения превосходящего по численности вражеского отряда, оставившего 156 погибшими на поле боя. |
| — | Brian L. Buker KIA             | Армия          | Сержант (E-5)                                      | Провинция Анзянг                                             | 5 апреля 1970                       | Пожертвовал жизнью, ведя людей в сражении, лично уничтожил два вражеских бункера ручными гранатами. |
| Head and shoulders of a young white man wearing a white peaked cap with black visor and a dark military jacket with bright buttons down the center of the chest. | Robert C. Burke KIA            | Морская пехота | Рядовой первого класса (E-2)                       | юг провинции Куангнам                                        | 17 мая 1968                         | После того как его отряд попал в засаду, атаковал противника, что позволило остатку его отряда помочь раненым и продолжить наступление. |
| | Джон Ли Кэнли                  | Морская пехота | Комендор-сержант (E-7)                             | Хюэ                                                          | 31 января 1968 – 6 февраля 1968     | Первоначально награждён военно-морским крестом который был повышен до медали Почёта 17 октября 2018 года. |
| Head and shoulders of a white man with short hair neatly combed, wearing a dark suit coat and tie. | Vincent R. Capodanno KIA       | ВМС            | Лейтенант (O-03)                                   | провинция Куангтин                                           | 4 сентября 1967                     | Капеллан, был убит, при попытке помочь раненому медику. |
| Head and shoulders of a young white man wearing a dark sailor suit with an eagle patch on the upper sleeve. | Wayne M. Caron KIA             | ВМС            | Медик, Петти-офицер III класса (E-4)               | Провинция Куангнам                                           | 28 июля 1968                        | Убит, оказывая помощь нескольким раненым морским пехотинцам. |
| Head of a young white man wearing a white peaked cap with black visor and a dark military jacket. | Bruce W. Carter KIA            | Морская пехота | Рядовой первого класса (E-2)                       | Провинция Куангчи                                            | 7 августа 1969                      | Пожертвовал жизнью, чтобы спасти нескольких морских пехотинцев, накрыв гранату своим телом. |
| Head and shoulders of a man with gray hair, a full gray beard, and tinted glasses in a tuxedo. A medal, hanging from a blue ribbon around his neck, sits just below his bow tie. | Jon R. Cavaiani                | Армия          | Штаб-сержант (E-6)                                 | Южный Вьетнам                                                | 4 июня 1971 – 5 июня 1971           | Рисковал жизнью, оставшись перед атакой противника, чтобы позволить остатку взвода бежать |
| Head of a white man with a thin mustache wearing a white peaked cap with black visor and a dark military jacket with a medal hanging from a ribbon at the neck. | Raymond M. Clausen, Jr.        | Морская пехота | Рядовой первого класса (E-2)                       | Южный Вьетнам                                                | 31 января 1970                      | Рисковал жизнью, чтобы спасти нескольких морских пехотинцев и медика с минного поля. |
| Head of a heavyset young white man with wire-frame glasses wearing a white peaked cap with black visor and a dark military jacket. | Ronald L. Coker KIA            | Морская пехота | Рядовой первого класса (E-2)                       | Провинция Куангчи                                            | 24 марта 1969                       | За штурм вражеской позиции и помощь раненому морскому пехотинцу, несмотря на полученные несколько ранений. |
| | Felix M. Conde-Falcon KIA      | Армия          | Штаб-сержант (E-6)                                 | Ap Tan Hoa                                                   | 4 апреля 1969                       | Убит в ходе штурма сильно укреплённых вражеских бункеров. |
| Head of a white man wearing a garrison cap and a dark military jacket over a light-colored shirt. | Peter S. Connor KIA            | Морская пехота | Штаб-сержант (E-6)                                 | Провинция Куангнам                                           | 25 февраля 1966                     | Накрыл телом неисправную гранту чтобы защитить товарищей-морских пехотинцев. |
| Head and shoulders of a smiling white man wearing a light-colored garrison cap and buttoned-down shirt with a bar-shaped pin on each side of the collar. | Дональд Кук KIA                | Морская пехота | Капитан (O-03)                                     | Южный Вьетнам                                                | 31 декабря 1964 – 8 декабря 1967    | За помощь товарищам-военнопленным находясь в плену. |
| ArdieRCopas243 | Ardie R. Copas KIA             | Армия          | Специалист (Е-4)                                   | Ph Romeas Hek, Камбоджа                                      | 12 мая 1970                         | Получив ранение, сдерживал вражеские силы, напавшие из засады. чтобы его товарищи могли эвакуироваться. |
| Head and shoulders of a dark-haired white man wearing a dark military jacket with four rows of ribbon bars and a winged pin on the left breast. | Брюс П. Крэндолл               | Армия          | Майор (O-04)                                       | Битва в долине Йа-Дранг                                      | 14 ноября 1965                      | Несколько раз прилетал в зону высадки под плотным вражеским огнём чтобы спасать и снабжать наземные войска. |
| Head of a young white man with a big smile, wearing a white peaked cap with black visor and a dark military jacket. | Thomas E. Creek KIA            | Морская пехота | Младший капрал (E-3)                               | близ района Cam Lộ                                           | 13 февраля 1969                     | Пожертвовал жизнью, чтобы спасти пятерых морских пехотинцев, накрыв гранату своим телом. |
| — | Michael J. Crescenz KIA        | Армия          | Капрал (E-4)                                       | Долина в районе Хьепдык                                      | 20 ноября 1968                      | В одиночку уничтожил два бункера находясь под огнём третьего пулемёта, стреляющего из засады. |
| — | Nicholas J. Cutinha KIA        | Армия          | Специалист (Е-4)                                   | близ Зядинь                                                  | 2 марта 1968                        | Удерживал позицию, отказавшись от помощи и прикрывал огнём своих товарищей, пока не был смертельно ранен. Убил 15 солдат противника и спас жизни по меньшей мере 9 солдат своего отряда. |
| Head and shoulders of a young man with thick-framed glasses in military uniform. He is wearing a peaked cap and a military jacket with a "US" pin on the lapel over a shirt and dark tie | Larry G. Dahl KIA              | Армия          | Специалист (Е-4)                                   | Район Анкхе, провинция Биньдинь                              | 23 февраля 1971                     | Накрыл телом гранату, чтобы защитить окружающих. |
| Head and shoulders of an older black man, wearing a dark military jacket, with a medal hanging from a ribbon around his neck. | Paris Davis                    | Армия          | Капитан (O-3)                                      | Bồng Sơn, провинция Биньдинь                                 | 18 июля 1965                        | Будучи раненым спас жизни нескольких подчинённых и защищал позицию, пока не пришла подмога. |
| Head of a young black man looking off to the side, wearing a white peaked cap with black visor and dark military jacket. | Rodney M. Davis KIA            | Морская пехота | Сержант (E-5)                                      | Провинция Куангнам                                           | 6 сентября 1967                     | Пожертвовал жизнью чтобы спасти нескольких товарищей морских пехотинцев, накрыв гранату своим телом. |
| A white man with thick hair and a closely trimmed beard standing with his hands crossed in front of him. He is wearing a suit coat with a star-shaped medal hanging from a ribbon around his neck. | Сэмми Ли Дэвис                 | Армия          | Рядовой первого класса (E-3)                       | к западу от района Cai Lậy                                   | 18 ноября 1967                      | За защиту отряда в 42 человека от атаки трёх рот вьетконговцев. |
| Head and shoulders of an older white man with glasses, wearing a white military jacket with a very large array of ribbon bars on the left breast and two medals hanging from ribbons around his neck. | George E. Day                  | ВВС            | Майор (O-04)                                       | Северный Вьетнам                                             | 26 августа 1967                     | За действия в плену с 26 августа 1967 по 4 марта 1973 года. |
| Head of a young Hispanic man wearing a white peaked cap with black visor and a dark military jacket with an eagle-globe-and-anchor pin on either side of the upright collar. | Emilio A. De La Garza, Jr. KIA | Морская пехота | Младший капрал (E-3)                               | близ Дананга                                                 | 11 апреля 1970                      | Пожертвовал жизнью и спас нескольких морских пехотинцев прикрыв их от взрыва гранаты. |
| Head and shoulders of a man with short hair and a round face in a dark blue military jacket. Rows of ribbon bars and a winged pin are on his left breast and a medal hangs from a light blue ribbon around his neck. | Merlyn H. Dethlefsen           | ВВС            | Капитан (O-03)                                     | над Северным Вьетнамом                                       | 10 марта 1967                       | Совершил несколько налётов чтобы подавить вражеские оборонительные позиции, игнорируя подавляющую огневую мощь и повреждения своего самолёта. |
| — | Edward A. DeVore, Jr. KIA      | Армия          | Специалист (Е-4)                                   | близ Сайгона                                                 | 17 марта 1968                       | Пожертвовал жизнью, навлекая на себя вражеский огонь чтобы позволить попавшему в ловушку отделению соединиться со своим взводом. |
| Head of a young Hispanic man wearing a dark military jacket and a white peaked cap with a black visor and an eagle-globe-and-anchor emblem on the front. | Ralph E. Dias KIA              | Морская пехота | Рядовой первого класса (E-2)                       | Горы Quế Sơn                                                 | 12 ноября 1969                      | Несмотря на многочисленные серьёзные ранения от вражеского огня он продолжал бросать гранаты во вражеский бункер пока не разрушил его и сам не погиб от огня вражеской артиллерии. |
| Head and shoulders of a smiling young white man wearing a cloth army cap and a plain buttoned-down shirt of the same color. | Douglas E. Dickey KIA          | Морская пехота | Рядовой первого класса (E-2)                       | Южный Вьетнам                                                | 26 марта 1967                       | Пожертвовал жизнью чтобы спасти нескольких товарищей-морских пехотинцев бросившись на гранату и поглотив её взрыв свои телом. |
| Profile of a white man with a full, gray beard wearing a star-shaped medal from a blue ribbon around his neck. | Деннис Д. Дикс                 | Армия          | Штаб-сержант (E-6)                                 | Провинция Анзянг                                             | 31 января 1968 – 1 февраля 1968     | Уничтожил 14 вьетконговцев (подтверждённые результаты) и возможно более 25, захват 20 человек в плен, 15 единиц оружия, спас 14 граждан США и 3 иностранцев. Первый солдат силы специального назначения Армии США, удостоивщийся медали Почёта. |
| — | Stephen H. Doane KIA           | Армия          | Первый лейтенант (O-02)                            | Провинция Хаунгиа                                            | 25 марта 1969                       | Несмотря на ранение пожертвовал своей жизнью чтобы спасти солдат, прижатых к земле огнём, подавив две вражеские орудийные позиции и бросив гранату в третью. |
| Head and shoulders of a bearded white man wearing a black dress jacket with white shirt and a medal hanging from his neck. | David C. Dolby                 | Армия          | Специалист (Е-4)                                   | Южный Вьетнам                                                | 21 мая 1966                         | За подавление трёх вражеских позиций и спасение нескольких раненых товарищей. |
| Head and shoulders of a white man with short hair, wearing a military jacket with a star-shaped medal hanging from a ribbon around his neck. | Роджер Донлон                  | Армия          | Капитан (O-03)                                     | близ района Намдонг                                          | 6 июля 1964                         | Спасал и руководил оказанием первой помощи нескольким раненым солдатам и возглавлял группу, разгромившую вражеские силы, вынудив их отступить, потеряв 54 солдата убитыми, множество оружия и гранат. |
| | Джон Дж. Даффи                 | Армия          | Майор (E-4)                                        | Огневая база Charlie, провинция Контум                       | 14 апреля 1972 – 15 апреля 1972     | За участие в обороне огневой базе «Чарли» в ходе битвы за Контум. Медаль вручена 5 июля 2022 года. |
| — | Kern W. Dunagan                | Армия          | Капитан (O-03)                                     | Провинция Куангтин                                           | 13 мая 1969                         | Несмотря на ранение, руководил обстрелом вражеских позиций и спас нескольких раненых солдат. |
| | Jesus S. Duran KIA             | Армия          | Сержант (E-5)                                      | Ph Romeas Hek, Камбоджа                                      | 10 апреля 1969                      | Спасал раненых американцев в ходе поисковой операции и действий по зачистке. |
| — | Harold Bascom Durham, Jr. KIA  | Армия          | Второй лейтенант (O-01)                            | Сражение при Онгтхане, Южный Вьетнам                         | 17 октября 1967                     | Несмотря на ранение, руководил обстрелом вражеских позиций и продолжал сражаться пока не скончался от ран. |
| Head and shoulders of a young white man wearing a garrison cap with a large badge on the left side and a military jacket with a braided shoulder cord and several patches and pins on the lapels, shoulders, and chest. | Glenn H. English, Jr. KIA      | Армия          | Штаб-сержант (E-6)                                 | Район Фуми                                                   | 7 сентября 1970                     | Убит, пытаясь спасти раненого солдата из бронетранспортёра. |
| | Santiago J. Erevia             | Армия          | Специалист (Е-4)                                   | Близ г. Тамки                                                | май 1969                            | За героические действия на службе радио-телефонным оператором роты C, первого (аэромобильного) батальона, 501-го пехотного полка, 101-й воздушно-десантной (аэромобильной) дивизии в ходе поисковой операции и действий по зачистке. |
| | Michael J. Estocin KIA         | ВМС            | Лейтенант-коммандер (O-04)                         | Г. Хайфон, Северный Вьетнам                                  | 20 апреля 1967 and 26 апреля 1967   | Рисковал жизнью, множество раз атакуя вражескую ракетную позицию и другие цели. |
| | Richard Etchberger KIA         | ВВС            | Главный мастер-сержант (E-9 )                      | Битва за позицию «Лима» 85, Лаос                             | 11 марта 1968                       | Вышел под вражеский огонь, чтобы поместить трёх выживших раненых товарищей в спасательные подъёмники, чтобы поднять их наверх. Конгрессу пришлось издать акт, чтобы признать медаль Почёта для Этсбергера, поскольку в 1968 году существование позиции «Лима» 85 было засекречено. |
| — | Donald W. Evans, Jr. KIA       | Армия          | Специалист (Е-4)                                   | Тамчи                                                        | 27 января 1967                      | Медик, убит в ходе оказания помощи и спасения солдат его отряда. |
| — | Rodney J. Evans KIA            | Армия          | Сержант (E-5)                                      | Провинция Тэйнинь                                            | 18 июля 1969                        | Убит, защищая товарищей, попавших в засаду. |
| Head of a man with short, dark hair wearing a formal military uniform. Rows of ribbon bars and a winged pin are on his left breast, and a medal hangs from a light blue ribbon around his neck. | Фредерик Э. Фергюсон           | Армия          | Унтер-офицер (N-2)                                 | Хюэ                                                          | 31 января 1968                      | Рисковал жизнью, пилотируя вертолёт под плотным вражеским огнём чтобы эвакуировать нескольких раненых пассажиров и экипаж сбитого вертолёта. |
| — | Daniel Fernandez KIA           | Армия          | Специалист (Е-4)                                   | Район Củ Chi, провинция Hậu Nghĩa                            | 18 февраля 1966                     | Бросился на гранату, спасая жизни четырёх товарищей ценой своей жизни. |
| Head and shoulders of a white man with a half-smile and short hair, wearing a military jacket with rows of ribbon bars on the left breast and a star-shaped medal hanging from a ribbon around his neck. A depiction of the same medal, gold with a blue ribbon, is in the upper left of the image.                        | Бернард Ф. Фишер               | ВВС            | Майор (O-04)                                       | Biên Hòa и Плейку                                            | 10 марта 1966                       | За спасение сбитого авиатора под плотным обстрелом. |
| | Джон М. Фицморис               | Армия          | Специалист (Е-4)                                   | Кхешань                                                      | 23 марта 1971                       | Накрыл бронежилетом и телом взрывпакет, защищая товарищей и сражался, защищая бункер. |
| — | Charles C. Fleek KIA           | Армия          | Сержант (E-5)                                      | Провинция Биньзыонг                                          | 27 мая 1969                         | Накрыл телом гранату, чтобы защитить окружающих. |
| | Джеймс Ф. Флеминг              | ВВС            | Первый лейтенант (O-02)                            | близ района Đức Cơ.                                          | 26 ноября 1968                      | За спасение отряда из шести человек специальных сил. |
| Portrait of a middle-aged white man in a formal military uniform in front of a U.S. flag | Роберт Ф. Фоули                | Армия          | Капитан (O-03)                                     | район Заутьенг, Южный Вьетнам                                | 5 ноября 1966                       | Несмотря на болезненные раны отказался от медицинской помощи и оставался на острие атаки вражеского редута. Возглавил штурм нескольких вражеских орудийных позиций и в одиночку уничтожил три из них. |
| — | Michael F. Folland KIA         | Армия          | Капрал (E-4)                                       | Провинция Лонгкхань                                          | 3 июля 1969                         | Пожертвовал жизнью, накрыв телом гранату. |
| Head of a young white man wearing a dark military jacket and a white peaked cap with a black visor. | Paul H. Foster KIA             | Морская пехота | Сержант (E-5)                                      | близ Контхьен                                                | 14 октября 1967                     | Пожертвовал жизнью, накрыв телом гранату. |
| — | Douglas B. Fournet KIA         | Армия          | Первый лейтенант (O-02)                            | долина Ашау                                                  | 4 мая 1968                          | Пожертвовал жизнью, пытаясь обезвредить мину «Клеймор». |
| — | James W. Fous KIA              | Армия          | Рядовой первого класса (E-3)                       | Провинция Бенче                                              | 14 мая 1968                         | Накрыл телом гранату, чтобы защитить окружающих.. |
| Head and shoulders of a white man wearing a white peaked cap and a dark military jacket with ribbon bars on the right breast, two rows of medals hanging from ribbons on the left breast, and a star-shaped medal hanging from a light-blue ribbon at the neck. Behind him are an American flag and a red and yellow flag. | Wesley L. Fox                  | Морская пехота | Первый лейтенант (O-02)                            | Провинция Куангчи                                            | 22 февраля 1969                     | Несмотря на ранение руководил огнём по врагу и возглавлял взвод, отразивший противника. |
| — | Frank R. Fratellenico KIA      | Армия          | Капрал (E-4)                                       | Провинция Куангчи                                            | 19 августа 1970                     | Накрыл телом гранату, чтобы защитить окружающих. |
| Profiles of two men shaking hands. The man on the right, wearing a dark suit, has his left hand on the other man's shoulder. The man on the left is taller and wearing glasses, a military jacket, and a light-blue ribbon around his neck.                                                                                | Эд Фримэн                      | Армия          | Капитан (O-03)                                     | Долина Иа Дранг                                              | 14 ноября 1965                      | За храбрость, проявленную при пилотировании вертолёта Bell UH-1 Iroquois в зону высадки X–Ray. |
| | Харольд А. Фриц                | Армия          | Первый лейтенант (O-02)                            | Провинция Биньлонг                                           | 11 января 1969                      | Несмотря на серьёзное ранения, находясь под обстрелом руководил боем, возглавил контратаку, вернулся на позицию, помогал своим людям и отказывался от медицинской помощи, пока все его раненые товарищи не получили помощь и не были эвакуированы. |
| | Деннис М. Фьюджи               | Армия          | E-4)                                               | Огневая база Ranger North, провинция Саваннакхет, Лаос       | 18 февраля 1971 – 22 февраля 1971   | За свою роль в обороне огневой базы Ranger North в ходе операции Lam Son 719. Медаль вручена 5 июля 2022 года. |
| | Канделарио Гарсия KIA          | Армия          | Сержант (E-5)                                      | Lai Khê                                                      | 8 декабря 1968                      | Уничтожил два вражеских пулемётных гнезда, спасая раненых товарищей. |
| — | James A. Gardner KIA           | Армия          | Первый лейтенант (O-02)                            | Микань, Вьетнам.                                             | 7 февраля 1966                      | Пожертвовал жизнью в одиночку уничтожив несколько вражеских орудийных позиций пока не был убит. |
| — | John G. Gertsch KIA            | Армия          | Штаб-сержант (E-6)                                 | Долина Ашау                                                  | 15 июля 1969 – 19 июля 1969         | Прикрывал огнём медика, оказывающего помощь раненому солдату. |
| — | Альфредо К. Гонсалес KIA       | Морская пехота | Сержант (E-5)                                      | Хюэ                                                          | 4 февраля 1968                      | Несмотря на серьёзное ранение уничтожил вражеский бункер и отражал вражескую атаку пока не был убит. |
| A black and white image of Graham wearing his military uniform with ribbons and badges without a hat. | James A. Graham KIA            | Морская пехота | Капитан (O-03)                                     | Долина в районе Quế Sơn                                      | 2 июня 1967                         | После отражения врага пожертвовал жизнью, позволив остатку роты отойти к линии фронта, сам остался один с раненым солдатом, который не мог двигаться из-за ран. |
| — | Bruce A. Grandstaff KIA        | Армия          | Взводный сержант (E-7)                             | Провинция Pleiku                                             | 18 мая 1967                         | Отражал атаку противника, пока не был убит вражеской ракетой. |
| — | Joseph X. Grant KIA            | Армия          | Первый лейтенант (O-02)                            | Южный Вьетнам                                                | 13 ноября 1966                      | Убит вражеской миной при попытке спасти нескольких раненых морских пехотинцев |
| A black and white image of Graves wearing his Marine Corps dress blue uniform without his hat. | Terrence C. Graves KIA         | Морская пехота | Второй лейтенант (O-01)                            | Провинция Куангчи                                            | 16 февраля 1968                     | За мужественное командование разведывательным патрулём из восьми морских пехотинцев. |
| — | Peter M. Guenette KIA          | Армия          | Специалист (E-4)                                   | Район Tân Uyên, провинция Биньзыонг                          | 18 мая 1968                         | Пожертвовал жизнью, накрыв телом гранату. |
| A black and white image of Hagemeister wearing his military dress uniform with ribbons and badges without a hat. | Чарльз Крис Гагемейстер        | Армия          | Специалист (E-4)                                   | Провинция Биньдинь                                           | 20 марта 1967                       | Рисковал жизнью, оказывая медицинскую помощь нескольким раненым солдатам и защищал их, пока они не были эвакуированы. |
| — | Loren D. Hagen KIA             | Армия          | Первый лейтенант (O-02)                            | Долина Ашау                                                  | 7 августа 1971                      | За оказание помощи раненому Брюсу Алену Бергу из специальной поисковой команды, находящемуся в критическом состоянии в ходе масштабного наступления северовьетнамской армии. |
| — | Robert W. Hartsock KIA         | Армия          | Штаб-сержант (E-6)                                 | Провинция Hậu Nghĩa                                          | 23 февраля 1969                     | Накрыл телом гранату, чтобы защитить окружающих. |
| — | Кармел Б. Харви KIA            | Армия          | Специалист (E-4)                                   | Провинция Биньдинь                                           | 21 июня 1967                        | Пожертвовал жизнью и атаковал группу вражеских солдат, благодаря чему несколько раненых солдат из его отделения смогли убежать. |
| | Фрэнк А. Херда                 | Армия          | Рядовой первого класса (E-3)                       | Близ Đắk Tô, провинция Контум                                | 29 июня 1968                        | Накрыл гранату своим телом чтобы защитить двоих товарищей . |
| — | Роберт Дж. Хиббс KIA           | Армия          | Второй лейтенант (O-01)                            | Don Dien Lo Ke, Вьетнам                                      | 5 марта 1966                        | Пожертвовал жизнью, чтобы уничтожить две роты противника, спас товарища-солдата и уничтожил прицел своей винтовки, чтобы предотвратить его захват вьетконговцами. |
| Head and torso of a smiling young man standing in front of a wooden staircase, wearing a short-sleeved military shirt with shoulder cords and a garrison cap. | John N. Holcomb KIA            | Армия          | Сержант (E-5)                                      | близ лагеря Quần Lợi, провинция Биньфыок                     | 3 декабря 1968                      | Рисковал жизнью возглавляя людей, трижды отражая атаки противника. |
| A black and white image of Hooper wearing his army dress uniform with tie and no hat. He is turned slightly to the left. | Joe R. Hooper                  | Армия          | Сержант (E-5)                                      | близ Хюэ                                                     | 21 февраля 1968                     | Командир взвода парашютистов, имел много наград и знаков отличия, включая восемь медалей «Пурпурное сердце»: Несколько раз рисковал жизнью спасая раненых солдат и атаковал группы вражеских солдат, зачистил множество бункеров и домов, иногда в одиночку. Отказывался от медицинской помощи, пока бой не закончился and his men were settled. "... Его выдающееся мужество, вдохновляющее лидерство и героическое самопожертвование прямо повлияли на успех роты и послужили постоянным примером личной храбрости для каждого человека на поле боя ...." |
| — | Charles E. Hosking, Jr. KIA    | Армия          | Сержант первого класса (E-7)                       | Провинция Фыоклонг                                           | 21 марта 1967                       | Накрыл телом гранату, чтобы защитить окружающих. |
| A black and white image of Howard wearing his dress blue uniform with medals and no hat. His Medal of honor can be seen around his neck and he is turned slightly to the left. | Jimmie E. Howard               | Морская пехота | Штаб-сержант (E-6)                                 | Вьетнам                                                      | 16 июня 1966                        | Постоянно отражал атаки противника и несмотря на серьёзное ранение сумел сохранять контроль над своим отрядом пока не пришла подмога. |
| A black-and-white photo of older balding white man in his dress military uniform without a hat | Robert L. Howard               | Армия          | Сержант первого класса (E-7)                       | Вьетнам                                                      | 30 декабря 1968                     | За действия в ходе спасательной миссии на вражеской территории. |
| A black-and-white photo of a young white man in his military dress uniform with hat | James D. Howe KIA              | Морская пехота | Младший капрал (E-3)                               | Вьетнам                                                      | 6 мая 1970                          | Накрыл телом гранату, чтобы защитить окружающих. |
| — | George A. Ingalls KIA          | Армия          | Специалист (E-4)                                   | близ района Đức Phổ                                          | 16 апреля 1967                      | Накрыл телом гранату, чтобы защитить окружающих. |
| A smiling young man in military uniform, crouching with his forearms resting on his legs. His soft cap is pushed high up on his forehead and his dog tags hang out of his short-sleeved button shirt. | Роберт Р. Ингрэм               | ВМС            | Медик петти-офицер III класса                      | Провинция Куангнгай                                          | 28 марта 1966                       | Несмотря на серьёзное ранение продолжал оказывать медицинскую помощь морским пехотинцам вокруг него, раненым в бою с противником. |
| | Joe M. Jackson                 | ВВС            | Подполковник (O-05)                                | Битва за Кхамдык                                             | 12 мая 1968                         | За самоотверженное спасение военных из американских специальных войск. |
| A color photo of an older white man in a leather jacket with a large American flag in the background. He is looking down toward the ground and is holding a microphone. | Джек Х. Джейкобс               | Армия          | Первый лейтенант (O-02)                            | Провинция Донгтхап                                           | 9 марта 1968                        | Трижды отгонял отряды вражеских солдат, которые искали раненых американцев и оружие. Убил троих и ранил ещё нескольких солдат противника. |
| Older bald man wearing black shirt with medal around neck | Дон Дж. Дженкинс               | Армия          | Рядовой первого класса (E-3)                       | Провинция Донгтхап                                           | 6 января 1969                       | Постоянно атаковал противника и несмотря на серьёзное ранение рисковал жизнью, чтобы спасти нескольких раненых солдат. |
| Jenkins in Vietnam with belts of ammo | Robert H. Jenkins, Jr. KIA     | Морская пехота | Рядовой первого класса (E-2)                       | База огневой поддержки Argonne, Южный Вьетнам                | 5 марта 1969                        | Прикрыл своим телом товарища-морского пехотинца от разрыва гранаты. |
| — | Delbert O. Jennings            | Армия          | Штаб-сержант (E-6)                                 | Долина Kim Song, Южный Вьетнам                               | 27 декабря 1966                     | Неоднократно атаковал и защищал свой отряд от вражеского огня и помог восьми раненым, попавшим в засаду на вражеской территории. |
| A black and white headshot of Jiminez wearing his military dress blue uniform with hat. He is looking slightly to the right. | Jose F. Jimenez KIA            | Морская пехота | Младший капрал (E-3)                               | Провинция Куангнам                                           | 28 августа 1969                     | Убит в ходе атаки группы солдат противника. |
| — | Lawrence Joel                  | Армия          | Специалист (E-5)                                   | Южный Вьетнам                                                | 8 ноября 1965                       | В ходе операции Hump несмотря на двукратное ранение оказывал медицинскую помощь товарищам-солдатам под плотным огнём [противника]. |
| | Дуайт Х. Джонсон               | Армия          | Специалист (E-5)                                   | близ Đắk Tô, провинция Контум                                | 15 января 1968                      | Неоднократно выходил под вражеский огонь, доставляя боезапас к нескольким пулемётам, пока противник не был отражён. |
| A black-and-white photo of a black man wearing his dress blue Marine Corps uniform with hat | Ralph H. Johnson KIA           | Морская пехота | Рядовой первого класса (E-2)                       | Близ долины near Quan Duc, Южный Вьетнам                     | 5 марта 1968                        | Накрыл телом гранату, чтобы защитить окружающих. |
| — | Donald R. Johnston KIA         | Армия          | Специалист (E-4)                                   | Провинция Тэйнинь                                            | 21 марта 1969                       | Накрыл телом гранату, чтобы защитить окружающих. |
| A black-and-white photo of an older white man in his military dress uniform | William A. Jones, III KIA      | ВВС            | Полковник (O-06}                                   | Близ Донгхой, Северный Вьетнам                               | 1 сентября 1968                     | Рисковал жизнью пилотируя свой серьёзно повреждённый самолёт на базу, чтобы передать местонахождение сбитого пилота. |
| — | Stephen E. Karopczyc KIA       | Армия          | Первый лейтенант (O-02)                            | Провинция Контум                                             | 12 марта 1967                       | Накрыл телом гранату, чтобы защитить окружающих солдат. |
| Head and shoulders of a young man wearing a peaked cap, black thick-rimmed glasses, and a military jacket with a round pin on each lapel over a shirt and tie. | Терри Кавамура KIA             | Армия          | Капрал (E-4)                                       | лагерь Рэдклиф                                               | 20 марта 1969                       | Накрыл телом взрывпакет, чтобы защитить окружающих. |
| — | Kenneth M. Kays                | Армия          | Рядовой (E-1)                                      | Провинция Тхыатхьен-Хюэ                                      | 7 мая 1970                          | Рисковал жизнью, помогая нескольким упавшим товарищам и несмотря на ранение смог руководить оказанием первой помощи себе и несколькм раненым и помог доставить их в безопасное место. |
| — | John J. Kedenburg KIA          | Армия          | Специалист (E-5)                                   | Республика Вьетнам                                           | 13 июня 1968                        | Уступил занять своё место в спасательном вертолете вьетнамскому солдату, а сам остался, пытаясь сдержать наступающих вьетконговцев, которые в итоге его сокрушили. |
| A black and white image showing the Keith from the waist up wearing his military dress uniform with hat. | Miguel Keith KIA               | Морская пехота | Младший капрал (E-3)                               | Провинция Куангнгай                                          | 8 мая 1970                          | Пожертвовал жизнью, чтобы в одиночку уничтожить группу вражеских солдат. |
| Head and shoulders of a white man with wild white hair and a full beard wearing a dark suit with a star-shaped medal hanging from a blue ribbon around his neck. | Леонард Б. Келлер              | Армия          | Сержант (E-5)                                      | Зона Ап Бак                                                  | 2 мая 1967                          | Вместе с товарищем-солдатом Р. Райтом, атаковали и зачистили несколько вражеских бункеров. |
| — | Томас Г. Келли                 | ВМС            | Лейтенант (O-03)                                   | Канал Ong Muong, Провинция Kien Hoa                          | 15 июня 1969                        | Успешно передавал команды через одного из своих людей, пока вражеская атака не была подавлена, и лодки, которыми он предводил, не сумели уйти в безопасное место. |
| A black and white image of Kellogg from the chest up wearing his military dress blue uniform with medals. There is an American flag and a Marine Corps flag behind him and his Medal of Honor is around his neck. | Алан Дж. Келлогг               | Морская пехота | Штаб-сержант (E-6)                                 | Провинция Куангнам                                           | 11 марта 1970                       | Накрыл телом гранату, чтобы защитить окружающих. |
| A color image of Kerrey from the waist up wearing a suit and tie. He is smiling at the camera and there is a book shelf with books behind him. | Джозеф Р. Керри                | ВМС            | Лейтенант (O-02)                                   | близ залива Нячанг                                           | 14 марта 1969                       | Возглавлял свою команду SEAL в ходе миссии с целью захвата важных персон противника и несмотря на серьёзное ранение в бою, вражеские силы были уничтожены и несколько человек были взяты в плен. Позднее стал губернатором штата Небраска (1983-1987) а затем сенатором от этого штата. |
| | Charles Kettles                | Армия          | Майор (O-04)                                       | близ г. Дыкфо                                                | 15 мая 1967                         | Пилот вертолёта, пришёл на помощь разбитому отряду и эвакуировал его под плотным вражеским огнём. |
| | Thomas J. Kinsman              | Армия          | Рядовой первого класса (E-3)                       | Близ Виньлонг, провинция Виньлонг, Южный Вьетнам.            | 6 февраля 1968                      | Накрыл телом гранату, чтобы защитить окружающих. |
| — | Paul R. Lambers                | Армия          | Сержант (E-5)                                      | Провинция Тэйнинь                                            | 20 августа 1968                     | Принял командование над своим взводом и вышел под вражеский огонь, чтобы восстановить связь, помочь раненым и продолжал сражаться. |
| — | George C. Lang                 | Армия          | Специалист (E-4)                                   | Провинция Кьенхоа, Южный Вьетнам                             | 22 февраля 1969                     | Уничтожил три вражеских бункера гранатами и огнём из винтовки, помог обезопасить вражеский склад и командовал людьми после серьёзного ранения. |
| — | Garfield M. Langhorn KIA       | Армия          | Рядовой первого класса (E-3)                       | Плейку, Южный Вьетнам                                        | 15 января 1969                      | Накрыл телом гранату, чтобы защитить окружающих. |
| A black and white headshot of LaPointe in a suit and tie | Joseph G. LaPointe, Jr. KIA    | Армия          | Специалист (E-4)                                   | провинция Куангтин                                           | 2 июня 1969                         | Пожертвовал жизнью, прикрыв телом раненого солдата. |
| — | Clyde E. Lassen                | ВМС            | Младший лейтенант (O-02)                           | Северный Вьетнам                                             | 19 июня 1968                        | За спасение двух сбитых авиаторов. |
| — | Billy L. Lauffer KIA           | Армия          | Рядовой первого класса (E-3)                       | близ Бонгшон, провинция Биньдинь                             | 21 сентября 1966                    | Бросился на пулемёт противника, чтобы его раненые товарищи смогли отойти в безопасное место. |
| — | Robert D. Law KIA              | Армия          | Специалист (E-4)                                   | Провинция Фыоктхань                                          | 22 февраля 1969                     | Накрыл телом гранату, чтобы защитить окружающих. |
| A black and white image of Lee from the waist up in his military dress blue uniform with medals and hat. His Medal of Honor can be seen around his neck. | Howard V. Lee                  | Морская пехота | Капитан (O-03)                                     | Близ района Cam Lộ                                           | 8 августа 1966 – 9 августа 1966     | Добровольно вызвался усилить взвод морской пехоты, оказавшийся под плотным огнём. Принял командование и руководил обороной позиции и несмотря на ранение гранатой продолжать командовать, что спасло много жизней. |
| — | Milton A. Lee KIA              | Армия          | Рядовой первого класса (E-3)                       | близ Фубай, провинция Тхыатхьен-Хюэ                          | 26 апреля 1968                      | Вышел под вражеский огонь и победил вражеский отряд (отделение), продолжал вести прикрывающий огонь, пока передовой отряд не победил второе вражеское отделение и пока он сам не упал получив смертельное ранение. |
| — | Robert R. Leisy KIA            | Армия          | Второй лейтенант (O-01)                            | Провинция Фыоклонг                                           | 2 декабря 1969                      | Пожертвовал жизнью, чтобы прикрыть товарища-солдата от ракетного взрыва, приняв его полную силу своим телом. Продолжал командовать своими людьми и отказывался от медицинской помощи пока его люди не получили помощь. |
| | Петер Ч. Лемон                 | Армия          | Специалист (E-4)                                   | База артиллерийской поддержки Illingworth, провинция Тэйнинь | 1 апреля 1970                       | Единственный канадец, награждённый медалью Почёта после Второй мировой войны и один из четырёх канадцев, награждённых с 1900 года. Множество раз выходил под вражеский огонь и стрелял по противнику, отказывался от эвакуации, пока не были подобраны его раненые товарищи. |
| | Matthew Leonard KIA            | Армия          | Взводный сержант (E-7)                             | Близ Suoi Da, Южный Вьетнам.                                 | 28 февраля 1967                     | Несмотря на ранение в руку пулей снайпера, вышел под вражеский огонь и стрелял из пулемёта, убивая солдат противника. Был ранен множество раз и прислонился к дереву, продолжая стрелять, пока не умер от своих ран. |
| A color image of Levitow wearing his dress military uniform with ribbons and no hat. His Medal of Honor can be seen around his neck. | John L. Levitow                | ВВС            | Авиатор первого класса (E-3)                       | Пост армии Long Binh, Южный Вьетнам.                         | 24 февраля 1969                     | Тушил пожар на самолёте, спасая экипаж и машину. |
| | Чарльз Дж. Лайтеки             | Армия          | Капитан (O-03)                                     | Близ Phuoc-Lac, провинция Biên Hòa.                          | 6 декабря 1967                      | Капеллан, вынес 20 раненых с поля боя под плотным огнём противника. Позднее отказался от медали Почёта, став единственным в американской истории кто отказался от этой награды. |
| — | Гэри Л. Литтрелл               | Армия          | Сержант первого класса (E-7)                       | Провинция Контум                                             | 4 апреля 1970 – 8 апреля 1970       | Рисковал жизнью, наводя артиллерийский огонь и воздушную поддержку в течение дня, обозначал расположение отряда ночью. Несмотря на вражеский огонь вёл людей против врага, пока не прибыла подмога. |
| A black and white headshot of Livingston wearing his military dress uniform with a hat and ribbons. He is looking directly at the camera and there is an American flag in the background. | Джеймс Э. Ливингстон           | Морская пехота | Капитан (O-03)                                     | Сражение при Dai Do, Южный Вьетнам                           | 2 мая 1968                          | Несмотря на два болезненных ранения от осколков гранаты отказался от медицинской помощи и мужественно вёл людей, что привело к уничтожению сотни сообщающихся вражеских бункеров, сбил оставшиеся вражеские силы с их позиций и выручил, оказавшуюся под давлением противника роту морской пехоты. Несмотря на ранения и то, что сам находился на открытом месте продолжал отдавать приказы своим войскам, отражая противника. Отказывался от эвакуации, пока его люди не оказались в безопасности.                                                         |
| — | Donald R. Long KIA             | Армия          | Сержант (E-5)                                      | Южный Вьетнам                                                | 30 июня 1966                        | Накрыл телом гранату, чтобы защитить окружающих. |
| — | Carlos J. Lozada KIA           | Армия          | Рядовой первого класса (E-3)                       | Дакто                                                        | 20 ноября 1967                      | Ценой жизни прикрыл огнём отступление. |
| — | Andre C. Lucas KIA             | Армия          | Подполковник (O-05)                                | База огневой поддержки Ripcord                               | 1 июля 1970 – 23 июля 1970          | За необычайный героизм в ходе службы командиром 2-го батальона. |
| A black and white image of a Lynch wearing a baseball hat and a jacket with his medal of honor visible around his neck. | Аллен Дж. Линч                 | Армия          | Специалист (E-4)                                   | Близ Mỹ An (2), провинции Биньдинь                           | 15 декабря 1967                     | За обеспечение критически важной помощи раненым товарищам под плотным огнём. |
| Head and shoulders of an older man with thinning hair wearing a dark suit coat, white shirt, and red tie. A star-shaped medal hangs from a light blue ribbon around his neck and on his lapel is a small round blue pin.                                                                                                   | Джозеф У. Марм                 | Армия          | Второй лейтенант (O-01)                            | близ долины Йа-Дранг                                         | 14 ноября 1965                      | За действия в долине Йа-Дранг, где он в одиночку штурмовал вражескую высоту. |
| A black and white image of Martini in his military dress uniform with hat | Gary W. Martini KIA            | Морская пехота | Рядовой первого класса (E-2)                       | Биньшон, провинция Куангнгай                                 | 21 апреля 1967                      | Пожертвовал жизнью, чтобы перетащить раненого товарища в безопасное место. |
| A black and white image of Maxam wearing his military dress blue uniform with hat. | Larry L. Maxam KIA             | Морская пехота | Капрал (E-4)                                       | Район Cam Lộ, провинция Куангчи                              | 2 февраля 1968                      | Пожертвовал жизнью в течение полутора часов в одиночку отражая наступление крупного вражеского отряда через ослабленный периметр. |
| Head and shoulders of a white man wearing a peaked cap and a military jacket with yellow buttons and four rows of ribbon bars on the left breast. A star-shaped medal is hanging from a light blue ribbon around his neck.                                                                                                 | Finnis D. McCleery             | Армия          | Взводный сержант (E-7)                             | провинция Куангтин                                           | 14 мая 1968                         | Несмотря на ранение в ходе штурма комплекса бункеров, продолжил атаковать пока не был ранен во второй раз шрапнелью, уничтожив противника на высоте. |
| | Джеймс Макклухан               | Армия          | Рядовой первого класса (E-3)                       | Провинция Куангнам                                           | 13 мая 1969–15 мая 1969             | Продолжал лечить раненых и, несмотря на ранение, помог отразить вражескую атаку. |
| — | Phill G. McDonald KIA          | Армия          | Рядовой первого класса (E-3)                       | Близ города Контум                                           | 7 июня 1968                         | Убит, множество раз атаковал противника, забрасывал гранатами и стрелял из винтовки. |
| A black and white image of McGinty wearing his military dress blue uniform with medals and no hat. His Medal of Honor is visible around his neck. | John J. McGinty III            | Морская пехота | Штаб-сержант (E-6)                                 | Провинция Куангчи                                            | 18 июля 1966                        | Нашёл отрезанный отряд из 20 раненых, перезаряжал их оружие и наводил их огонь по противнику, пока те не предприняли контратаку. Затем наводил огонь на противника и несмотря на ранение наводил артиллерию и авиаудары в пятидесяти ярдах пока враг не был отражён. |
| — | Ray McKibben KIA               | Армия          | Сержант (E-5)                                      | Близ базы Song Mao, Южный Вьетнам                            | 8 декабря 1968                      | В одиночку уничтожил вражеский бункер, спас раненого товарища под плотным огнём и уничтожил ещё два бункера, был смертельно ранен в ходе атаки четвёртого бункера. |
| — | Thomas J. McMahon KIA          | Армия          | Специалист (E-4)                                   | провинция Куангтин                                           | 19 марта 1969                       | Спасал троих раненых под плотным огнём. Перенёс двоих в безопасное место, но был убит в ходе спасения третьего. |
| a colored image of an elderly McNerney in a business suit wearing his Medal of Honor around his neck. He is facing to the left. | David H. McNerney              | Армия          | Первый сержант (E-8)                               | Polei Doc, Южный Вьетнам                                     | 22 марта 1967                       | Несмотря на ранение в ходе нападения на его отряд, принял командование отрядом после гибели командира роты, организовал оборону и помог в организации эвакуации раненых вертолётом. Отказался от собственной медицинской эвакуации и остался с ротой пока не прибыл новый командир. |
| — | Edgar L. McWethy, Jr. KIA      | Армия          | Специалист (E-5)                                   | Провинция Биньдинь                                           | 21 июня 1967                        | Периодически выходил под вражеский огонь, чтобы помочь раненым товарищам, несмотря на то что сам был ранен три раза и продолжал помогать своим товарищам-солдатам, пока не получил четвёртое, смертельное ранение. |
| — | Don L. Michael KIA             | Армия          | Специалист (E-4)                                   | Южный Вьетнам                                                | 8 апреля 1967                       | В одиночку уничтожил бункер Вьетконга и погиб, преследуя отступающего противника. |
| — | Franklin D. Miller             | Армия          | Штаб-сержант (E-6)                                 | Провинция Контум                                             | 5 января 1970                       | В одиночку сдерживал вражеский штурм, организовал вертолётную эвакуацию своего отряда и снова сражался с противником, пока не прибыла подмога, будучи раненым. |
| — | Gary L. Miller KIA             | Армия          | Первый лейтенант (O-02)                            | Провинция Биньзыонг                                          | 16 февраля 1969                     | Накрыл телом гранату, чтобы защитить окружающих. |
| alt=A black-and-white photo of Modrzejewski from the waist up in his military dress blue uniform with hat and medals. There is an American flag and a Marine Corps flag in the background and his Medal of Honor is around his neck.                                                                                       | Роберт Джозеф Моджеевский      | Морская пехота | Капитан (O-03)                                     | Южный Вьетнам                                                | 15 июля 1966 – 18 июля 1966         | Вёл людей в ходе захвата вражеского боеприпаса и снабжения и продолжал вести контратаку противника используя артиллерийскую и воздушную поддержку. |
| — | Ferenc Zoltán Molnár KIA       | Армия          | Штаб-сержант (E-6)                                 | Провинция Контум                                             | 20 мая 1967                         | Накрыл телом гранату, чтобы защитить окружающих. |
| — | James H. Monroe KIA            | Армия          | Рядовой первого класса (E-3)                       | Bồng Sơn, район Hoài Nhơn                                    | 16 февраля 1967                     | Накрыл телом гранату, чтобы защитить окружающих. |
| A black and white headshot image of Morgan in a suit and tie with no hat. | William D. Morgan KIA          | Морская пехота | Капрал (E-4)                                       | Провинция Куангчи                                            | 25 февраля 1969                     | Отвлёк противника ценой собственной жизнью и дал своему отделению время для эвакуации двух раненых солдат. |
| — | Charles B. Morris              | Армия          | Сержант (E-5)                                      | Южный Вьетнам                                                | 29 июня 1966                        | Продолжал вести своё отделение, сражался с противником и помогал раненым несмотря на то что сам был ранен четыре раза. |
| | Мелвин Моррис                  | Армия          | Штаб-сержант (E-6)                                 | Близ района Chi Lăng, провинция Лангшон                      | 17 сентября 1969                    | За мужественные действия в ходе службу командиром ударного отряда роты D, 5-й (воздушно-десантной) группы специальных сил, первого командования специальных сил в ходе боевых действий против вооружённого противника. |
| — | Robert C. Murray KIA           | Армия          | Штаб-сержант (E-6)                                 | Близ района Hiệp Đức                                         | 7 июня 1970                         | Накрыл телом гранату, чтобы защитить окружающих. |
| — | David P. Nash KIA              | Армия          | Рядовой первого класса (E-3)                       | Район Giao Duc, провинция Тьензянг                           | 29 декабря 1968                     | Накрыл телом гранату, чтобы защитить окружающих. |
| A black-and-white photo of Newlin from the waist up in his military dress blue uniform with hat. | Melvin E. Newlin KIA           | Морская пехота | Рядовой первого класса (E-2)                       | Провинция Куангнам                                           | 4 июля 1967                         | Убит в одиночку атакуя врага, прорвал порядки противника и дезорганизовал его. |
| A black and white headshot photo of Noonan in his military dress blue uniform with hat. | Thomas P. Noonan, Jr. KIA      | Морская пехота | Младший капрал (E-3)                               | Близ боевой базы [Vandegrift, провинция Куангчи              | 5 февраля 1969                      | Убит, пытаясь помочь раненому. |
| Head and shoulders of an older white man with a large scar above his left eyebrow. He is wearing a dark suit coat with an American flag pin on the lapel and a star-shaped medal hangs from a light blue ribbon around his neck.                                                                                           | Томас Р. Норрис                | ВМС            | Лейтенант (O-03)                                   | Провинция Куангчи                                            | 10 апреля 1972 – 13 апреля 1972     | Спас двух сбитых пилотов в глубине хорошо контролируемой врагом территории. |
| A black and white image showing the head and torso of Novosel in his military dress uniform with ribbons. His Medal of Honor is visible around his neck. | Michael J. Novosel             | Армия          | Унтер-офицер (N-2)                                 | Провинция Kien Tuong                                         | 2 октября 1969                      | За спасение 29 американских и южновьетнамских солдат с хорошо укреплённой вражеской тренировочной территории без артиллерийской поддержки. |
| — | Милтон Л. Олив KIA             | Армия          | Рядовой первого класса (E-3)                       | Phu Cuong                                                    | 22 октября 1965                     | Накрыл телом гранату, чтобы защитить окружающих. Первый негр, награждённый медалью Почёта во Вьетнамской войне. |
| — | Kenneth L. Olson KIA           | Армия          | Специалист (E-4)                                   | Южный Вьетнам                                                | 13 мая 1968                         | Накрыл телом гранату |
| Head and shoulders of a white man with a pointed mustache, wearing a star-shaped medal on a blue ribbon around his neck. | Роберт Э. O'Мэлли              | Морская пехота | Капрал (E-4)                                       | Близ An Cu'ong 2, Южный Вьетнам                              | 18 августа 1965                     | Рисковал жизнью и вёл людей в нескольких атаках на противника, помог другому отряду морской пехоты, понёсшему тяжёлые потери и провёл свой отряд к вертолёту для эвакуации. |
| — | David G. Ouellet KIA           | ВМС            | Матрос (E-3)                                       | Река Меконг                                                  | 6 марта 1967                        | Прикрыл телом товарищей от разрыва вражеской гранаты, приняв на себя большую часть осколков. |
| A gray-haired white man wearing a formal military uniform with a star-shaped medal hanging from a ribbon around his neck | Роберт М. Паттерсон            | Армия          | Специалист (E-4)                                   | Близ Латю, провинция Тхыатхьен-Хюэ                           | 6 мая 1968                          | В ходе штурма в одиночку уничтожил несколько вражеских бункеров. |
| A black and white headshot of Paul facing slightly to the left and wearing his military dress blue uniform with hat. | Joe C. Paul KIA                | Морская пехота | Младший капрал (E-3)                               | Близ Chu Lai                                                 | 18 августа 1965                     | Погиб, защищая раненых товарищей от противника и вёл эффективный подавляющий огонь, чтобы отвлечь вьетконговцев на время, достаточное для эвакуации пострадавших. |
| A color image showing Penry from the waist up in his military dress uniform with ribbons. His Medal of Honor is visible around his neck. | Richard A. Penry               | Армия          | Сержант (E-5)                                      | Провинция Bình Tuy                                           | 31 января 1970                      | Помог в организации обороны и периодически выходил под вражеский огонь, чтобы доставлять необходимое и стрелять в ответ. Добровольно вышел за периметр, установил радиомаяк, расставил приоритеты для эвакуации и успешно перетащил 18 раненых к месту эксфильтрации, после того как все раненые были эвакуированы присоединился к другому взводу и участвовал в преследовании противника. |
| A black and white image showing Perkins head and upper torso in his military dress uniform with hat. | William T. Perkins, Jr. KIA    | Морская пехота | Капрал (E-4)                                       | Провинция Куангчи                                            | 12 октября 1967                     | Накрыл телом гранату, чтобы защитить трёх товарищей-морских пехотинцев и единственный боевой фотограф, удостоившийся медали Почёта. |
| A black and white image showing the head and upper torso of Peters wearing his military dress uniform with ribbons. | Lawrence D. Peters KIA         | Морская пехота | Сержант (E-5)                                      | провинция Куангтин                                           | 4 сентября 1967                     | После ранений от мины, пулемёта и стрелкового оружия продолжил сражаться и вести людей, пока не умер от ран. |
| — | Danny J. Petersen KIA          | Армия          | Специалист (E-4)                                   | Провинция Тэйнинь                                            | 9 января 1970                       | Периодически выставлял себя и свой бронетранспортёр под вражеский огонь, чтобы защитить солдат своего отряда и после выхода из строя его бронетранспортёра остался прикрывать отступление и был убит. |
| A black and white headshot image of Phipps wearing his military dress uniform with hat. | Jimmy W. Phipps КIA            | Морская пехота | Рядовой первого класса (E-2)                       | Близ боевой базы An Hoa                                      | 27 мая 1969                         | Накрыл телом гранату, чтобы защитить окружающих. |
| — | Larry S. Pierce KIA            | Армия          | Сержант (E-5)                                      | Близ района Bến Cát                                          | 20 сентября 1965                    | Накрыл телом гранату, чтобы защитить окружающих. |
| | William H. Pitsenbarger KIA    | ВВС            | Авиатор первого класса (E-3)                       | Близ района Cẩm Mỹ                                           | 11 апреля 1966                      | Отказывался от эвакуации, оказывая помощь раненым и защищал позиции своего отряда. |
| A black and white image showing the head and torso if Pittman wearing his Marine Corps dress uniform with medals. His Medal of Honor is visible around his neck. | Richard A. Pittman             | Морская пехота | Младший капрал (E-3)                               | Близ демилитаризованной зоны.                                | 24 июля 1966                        | Рисковал жизнью, помогая группе морских пехотинцев, атакованных крупным отрядом противника. |
| — | Riley L. Pitts KIA             | Армия          | Капитан (O-03)                                     | Ap Dong                                                      | 31 октября 1967                     | Убит, когда атаковал противника, забрасывая гранатами и стреляя из винтовки. Первый негр-офицер, награждённый медалью Почёта. |
| A black and white image of Pless wearing his military dress uniform with hat and medals. His Medal of Honor is visible around his neck and there is an American flag in the background. | Stephen W. Pless               | Морская пехота | Капитан (O-03)                                     | Близ провинции Куангнгай                                     | 19 августа 1967                     | За спасение на своём вертолёте группы попавших в окружение американцев. |
| — | William D. Port KIA            | Армия          | Рядовой первого класса (E-3)                       | Долина Que Son, провинция Куангтин                           | 12 января 1968                      | Спас раненого товарища и затем накрыл собой вражескую гранату чтобы защитить других солдат. Он выжил после взрыва, но попал в плен и умер в плену через десять месяцев. |
| — | Robert L. Poxon KIA            | Армия          | Первый лейтенант (O-02)                            | Провинция Тэйнинь                                            | 2 июня 1969                         | Получил ранение, пытаясь спасти раненого солдата и, несмотря на раны повёл свой взвод и перед гибелью уничтожил вражеский бункер. |
| A black and white image showing the head and shoulders of Pless in his Marine Corps dress uniform with hat. | William R. Prom KIA            | Морская пехота | Младший капрал (E-3)                               | Близ боевой базы An Hoa                                      | 9 февраля 1969                      | Пожертвовал жизнью, наводя огонь на противника с близкого расстояния. |
| — | Robert J. Pruden KIA           | Армия          | Штаб-сержант (E-6)                                 | Провинция Куангнгай                                          | 29 ноября 1969                      | Пожертвовал жизнью, чтобы спасательные вертолёты смогли забрать его команду. |
| Head and shoulders of a white man wearing a T-shirt and a military jacket, unbuttoned at the collar, with the word "Rabel" on his right breast and "U.S. Army" on his left. He has on a beret and is holding a rifle over his shoulder by its barrel.                                                                      | Laszlo Rabel KIA               | Армия          | Штаб-сержант (E-6)                                 | Провинция Биньдинь                                           | 13 ноября 1968                      | Накрыл собой гранату, спасая своих товарищей. |
| A color image showing Rascon from the waist up in his military dress uniform with ribbons. His Medal of Honor is visible around his neck and an American flag is visible in the background. | Альфред В. Раскон              | Армия          | Специалист (E-4)                                   | Южный Вьетнам                                                | 16 марта 1966                       | Продемонстрировал необычайную храбрость под смертоносным вражеским огнём, героизм при спасении раненых ис мужеством периодически рисковал жизнью за своих товарищей-солдат. |
| A black and white image of Ray in his military uniform with hat. His head is ducked down slightly and he is smiling at the camera. | David R. Ray KIA               | ВМС            | Медик (E-5), петти-офицер II класса}}              | Провинция Куангнам                                           | 19 марта 1969                       | За храбрость и отвагу, проявленные при защите позиции т помощь раненым морским пехотинцам. |
| | Рональд Э. Рэй                 | Армия          | Первый лейтенант (O-02)                            | Битва в долине Йа-Дранг                                      | 19 июня 1966                        | Подавил вражеское пулемётное гнездо, спас двоих человек, прикрыл товарищей телом от взрыва гранаты, продолжил вести людей и прикрывать их огнём. |
| A black and white image showing the head and shoulders of Reasoner in his military dress uniform. | Frank S. Reasoner KIA          | Морская пехота | Первый лейтенант (O-02)                            | Близ Дананга                                                 | 12 июля 1965                        | За попытку спасения раненого подчинённого из разведывательного патруля морской пехоты. |
| — | Anund C. Roark KIA             | Армия          | Сержант (E-5)                                      | Провинция Контум                                             | 16 мая 1968                         | Накрыл телом гранату, чтобы защитить товарищей-солдат. |
| A color image of Roberts wearing his Army Green Uniform. There is an American flag and a Medal of Honor flag in the background. | Гордон Р. Робертс              | Армия          | Специалист (E-4)                                   | Провинция Тхыатхьен-Хюэ                                      | 11 июля 1969                        | В одиночку уничтожил три бункера противника, благодаря чему спас жизни более 20 своих товарищей. |
| — | James W. Robinson, Jr. KIA     | Армия          | Сержант (E-5)                                      | Южный Вьетнам                                                | 11 апреля 1966                      | Пожертвовал жизнью для уничтожения вражеского бункера и защиты нескольких товарищей-солдат. |
| A black and white image showing the head and shoulders of Rocco in his military dress uniform with ribbons. | Louis R. Rocco                 | Армия          | Сержант первого класса (E-7)                       | К северо-востоку от лагеря Katum                             | 24 мая 1970                         | Добровольно вызвался сопровождать медицинскую эвакуационную команду в ходе срочной миссии для эвакуации критически раненых из южновьетнамской армии. |
| | Хосе Родела                    | Армия          | Сержант первого класса (E-7)                       | Провинция Фыоклонг                                           | 1 сентября 1969                     | Периодически выходил под вражеский обстрел чтобы оказывать помощь поверженным и уничтожил вражескую позицию ракетчиков. |
| A black and white image showing Rogers form the waist up in his military uniform with ribbons. His Medal of Honor can be seen around his neck. | Charles C. Rogers              | Армия          | Подполковник (O-05)                                | Fishhook (Камбоджа), близ камбоджийской границы.             | 1 ноября 1968                       | Рисковал жизнью, отражая противника и защищал своих солдат в ходе вражеской атаки на базу огневой поддержки. |
| A color image showing 2nd Lieutenant Gary M. Rose from the chest up in his military uniform with ribbons. | Гэри М. Роуз                   | Армия          | Капитан (O-03)                                     | Chavan, Лаос                                                 | 11 сентября 1970 – 14 сентября 1970 | В ходе операции Tailwind рисковал жизнью оказывая медицинскую помощь 60–70 раненым, несмотря на то, что сам был ранен много раз. |
| — | Eurípides Rubio KIA            | Армия          | Капитан (O-03)                                     | Провинция Тэйнинь                                            | 8 ноября 1966                       | За усилия по наведению удара по вражеским силам. |
| A color showing Sabo from the waist up in his military uniform with hat. | Leslie H. Sabo, Jr. KIA        | Армия          | Специалист (E-4)                                   | Близ деревни Se San, Камбоджа                                | 10 мая 1970                         | За героические действия, когда его взвод попал в засаду северовьетнамцев близ деревни Се Сан в восточной Камбодже. |
| A black and white image showing Hector from the waist up in his military combat uniform with kevlar helmet. His hands are on his hips and he is smiling at the camera. | Héctor Santiago-Colón KIA      | Армия          | Специалист (E-4)                                   | Провинция Куангчи                                            | 28 июня 1968                        | Накрыл собой гранату, спасая своих товарищей. Один из пяти пуэрториканцев, посмертно награждённых медалью Почёта. |
| — | Ruppert L. Sargent KIA         | Армия          | Первый лейтенант (O-02)                            | Провинция Hậu Nghĩa                                          | 15 марта 1967                       | Накрыл собой две вражеские гранаты, спасая жизнь двух человек поблизости. |
| | Кларенс Ю. Сассер              | Армия          | Рядовой первого класса (E-3)                       | Провинция Тьензянг                                           | 10 января 1968                      | Рисковал жизнью, чтобы спасти нескольких раненых солдат и несмотря на то что сам был серьёзно ранен лечил их раны, пока они не были спасены. |
| A black and white image showing the head and upper torso of Sasser wearing his military dress uniform with ribbons. | William W. Seay KIA            | Армия          | Сержант (E-5)                                      | Близ Ap Nhi                                                  | 25 августа 1968                     | Когда его конвой попал под атаку близ Ап Ни (Южный Вьетнам) дважды выходил из под прикрытия, чтобы бросить запущенные врагом гранаты обратно в северовьетнамцев. Несмотря на ранение в запястье опять вышел под вражеский огонь и был застрелен. |
| — | Daniel J. Shea KIA             | Армия          | Рядовой первого класса (E-3)                       | Провинция Куангчи                                            | 14 мая 1969                         | Убит вражеским артогнём, после того как помог разгромить вражеские атакующие силы. |
| — | Marvin G. Shields KIA          | ВМС            | Строительный механик (E-4) Петти-офицер III класса | Донгсоай                                                     | 10 июня 1965                        | Погиб после того как спас нескольких солдат, помог в уничтожении вражеского пулемётного гнезда и доставил боезапасы своему отряду. |
| A black and white image showing the head and upper torso of Sijan wearing his military dress uniform with ribbons. | Ланс П. Шиян KIA               | ВВС            | Капитан (O-03)                                     | Северный Вьетнам                                             | 9 ноября 1967                       | За действия во вражеском плену |
| — | Clifford C. Sims KIA           | Армия          | Штаб-сержант (E-6)                                 | близ Хюэ                                                     | 21 февраля 1968                     | Бросился на сработавшую мину-ловушку. Погиб в результате взрыва, но ему удалось защитить членов своего отряда. |
| A black and white head shot of Singleton wearing his military dress uniform with hat. | Walter K. Singleton KIA        | Морская пехота | Сержант (E-5)                                      | Район Gio Linh, провинция Куангчи                            | 24 марта 1967                       | Убит в ходе атаки, в которой уничтожил восемь бойцов противника и заставил остальных отступить. |
| Head of a solemn-faced young man with short hair wearing a dark military jacket with pins on the lapels over a shirt and tie. | George K. Sisler KIA           | Армия          | Первый лейтенант (O-02)                            | Южный Вьетнам                                                | 7 февраля 1967                      | Организовал оборону, спас раненого солдата и в одиночку атаковал вражескую позицию и погиб. |
| — | Donald S. Skidgel KIA          | Армия          | Сержант (E-5)                                      | Близ провинции Sông Bé                                       | 14 сентября 1969                    | Убит, пытаясь отвлечь вражеский огонь от своего конвоя, стреляя из пулемёта в своей автомобиле. |
| | Donald P. Sloat KIA            | Армия          | Специалист (E-4)                                   | Провинция Куангтин                                           | 17 января 1970                      | Погиб, прикрыв телом товарищей от взрыва гранаты. |
| A black and white head shot image showing Smedley in his military dress uniform with hat. | Larry E. Smedley KIA           | Морская пехота | Капрал (E-4)                                       | Провинция Куангнам                                           | 21 декабря 1967                     | Штурмовал противника гранатами и винтовочным огнём, пока не умер от ран. |
| A black and white head shot image of Smith wearing his military dress uniform. | Elmelindo R. Smith KIA         | Армия          | Штаб-сержант (E-6)                                 | Южный Вьетнам                                                | 16 февраля 1967                     | Несмотря на ранение от ракеты возглавил свой взвод, когда атаковали вражеские силы. |
| | Джеймс М. Спрейберри           | Армия          | Первый лейтенант (O-02)                            | Южный Вьетнам                                                | 25 апреля 1968                      | Возглавлял патруль, спасший группу, попавшую в окружение, при этом уничтожил несколько вражеских бункеров и пулемётных гнёзд. |
| — | Russell A. Steindam KIA        | Армия          | Первый лейтенант (O-02)                            | Провинция Тэйнинь                                            | 1 февраля 1970                      | Защитил роту от вражеской гранаты |
| — | Jimmy G. Stewart KIA           | Армия          | Штаб-сержант (E-6)                                 | Южный Вьетнам                                                | 18 мая 1966                         | Пожертвовал жизнью, чтобы удержать позицию роты в бою с противником, что позволило остальным прийти на помощь и отразить врага. |
| A color image of showing the head and upper torso of Stockdale wearing his military dress uniform with medals. His Medal of Honor can be seen around his neck. | Джеймс Б. Стокдэйл             | ВМС            | Капитан (O-06)                                     | Тюрьма Хоало, Ханой, Северный Вьетнам                        | 4 сентября 1969                     | За действия в плену. |
| — | Lester R. Stone, Jr. KIA       | Армия          | Сержант (E-5)                                      | К западу от зоны высадки Liz                                 | 3 марта 1969                        | Пожертвовал жизнью стреляя из пулемёта на открытой позиции в ходе вражеского наступления, что позволило остальным спасти раненого товарища. |
| — | Mitchell W. Stout KIA          | Армия          | Сержант (E-5)                                      | Мост Khe Gio                                                 | 12 марта 1970                       | Накрыл телом гранату, чтобы защитить окружающих. |
| — | Robert F. Stryker KIA          | Армия          | Специалист (Е-4)                                   | Близ Локнинь, провинция Биньфыок                             | 7 ноября 1967                       | Пожертвовал жизнью, спасая товарищей-солдат, накрыв телом мину «клеймор». |
| Head of a man in military dress uniform, wearing a bow tie over a white jacket. Medal of Honor around his neck and other medal ribb0ns on his chest | Кеннет Э. Штумпф               | Армия          | Специалист (Е-4)                                   | Близ района Đức Phổ                                          | 25 апреля 1967                      | Рисковал жизнью спасая троих раненых бойцов отделения и затем повёл отделение в атаку и уничтожил сильно укреплённый вражеский комплекс бункеров. |
| Head of a young man with neatly combed hair wearing, over a shirt and tie, a military jacket with a braided cord over his right shoulder. | Jon E. Swanson KIA             | Армия          | Капитан (O-03)                                     | Камбоджа                                                     | 26 февраля 1971                     | Пожертвовал жизнью, пилотируя вертолёт опасно медленно и низко с целью уничтожить вражеское пулемётное гнездо, пока его вертолёт не был сбит. |
| — | Джон А. Тейлор                 | Армия          | Первый лейтенант (O-02)                            | к западу от района Quế Sơn                                   | 9 ноября 1967                       | Рисковал жизнью, спасая нескольких товарищей-солдат. |
| A black and white image showing the head and upper torso of Taylor in his military dress uniform with ribbons and hat. | Karl G. Taylor, Sr. KIA        | Морская пехота | Штаб-сержант (E-6)                                 | Dodge City, провинция Куангнам                               | 8 декабря 1968                      | Пожертвовал жизнью, спасая жизни нескольких морских пехотинцев в ходе захвата вражеского бункера. |
| Head and torso of a man with dark hair, a full, graying beard, and wire-framed glasses. His arms are loosely crossed, he is wearing a dark suit coat, and a star–shaped medal hangs from a light blue ribbon around his neck.                                                                                              | Брайан М. Такер                | Армия          | Первый лейтенант (O-02)                            | Провинция Контум                                             | 31 марта 1971                       | Руководил обороной высоты, добровольно остался, чтобы прикрыть отход своих людей, после чего вызвал на себя артобстрел. |
| A color image showing Thornton from the waist up in a business suit. He is wearing his Medal of Honor around his neck, with his left hand over his heart. | Майкл Э. Торнтон               | ВМС            | Машинист (E-5) Петти-офицер II класса              | Провинция Куангчи                                            | 31 октября 1972                     | Спас жизнь вышестоящего офицера и позволил другим солдатам патруля бежать. |
| A color image showing the head and upper torso of Thorsness wearing his military dress uniform with ribbons. His Medal of Honor can be seen around his neck. | Leo K. Thorsness               | ВВС            | Майор (O-04)                                       | Небо над Северным Вьетнамом                                  | 19 апреля 1967                      | Рисковал жизнью, помогая спасти троих сбитых авиаторов. |
| A black-and-white photo of the upper torso of Jay Vargas wearing his military dress uniform with hat and medals | Джей Р. Варгас                 | Морская пехота | Капитан (O-03)                                     | Битва при Dai Do                                             | 30 апреля 1968 – 2 мая 1968         | Командовал тремя ротами, несмотря на ранения организовал успешную атаку, оборону и контратаку. |
| A black-and-white photo of Humbert Versace wearing his military uniform. Two military badges are clearly visible on the left breast pocket. | Humbert R. Versace KIA         | Армия          | Капитан (O-03)                                     | Провинция Камау                                              | 29 октября 1963 – 26 сентября 1965  | Военнопленный, казнён вьетконговцами после нескольких попыток побега, пыток и плохого обращения. |
| A black and white head shot image of Warren in his military dress uniform with hat. | John E. Warren, Jr. KIA        | Армия          | Первый лейтенант (O-02)                            | Провинция Тэйнинь                                            | 14 января 1969                      | Пожертвовал жизнью, накрыв телом гранату. |
| Head and shoulders of a middle-aged man with closely cropped hair and horn-rimmed glasses. He is wearing a dark military jacket with a parachute badge on the left breast and a Christian cross under a "U.S." pin on each lapel.                                                                                          | Charles J. Watters KIA         | Армия          | Майор (O-04)                                       | Битва при Дакто                                              | 19 ноября 1967                      | Капеллан, пожертвовал жизнью, чтобы спасти нескольких раненых. |
| — | Dale E. Wayrynen KIA           | Армия          | Специалист (Е-4)                                   | Провинция Куангнгай                                          | 18 мая 1967                         | Накрыл телом гранату, чтобы защитить окружающих. |
| A black and white image showing the head and upper torso of Weber wearing his military dress uniform with hat. | Lester W. Weber KIA            | Морская пехота | Младший капрал (E-3)                               | Провинция Куангнам                                           | 23 февраля 1969                     | Сражаясь с четырьмя вражескими солдатами и вынудив 11 других отступить был убит пятым вражеским солдатом. |
| | Гэри Дж. Уэцел                 | Армия          | Рядовой первого класса (E-3)                       | Близ Ap Dong An, Южный Вьетнам                               | 8 января 1968                       | После того как вертолёт на котором он летел был подбит, несмотря на потерю руки и периодически теряя сознание из-за кровопотери, подавил вражеское орудие и помог спасти поверженного офицера. |
| A black and white image showing the head and upper torso of Wheat wearing his military dress uniform with hat. | Roy M. Wheat KIA               | Морская пехота | Младший капрал (E-3)                               | Район Dien Ban, провинция Куангнам                           | 11 августа 1967                     | Пожертвовал жизнью, накрыв телом мину. |
| — | Jerry W. Wickam KIA            | Армия          | Капрал (E-4)                                       | Близ Локнинь, провинция Биньфыок                             | 6 января 1968                       | Погиб, периодически атакуя и громя противника. |
| — | Hilliard A. Wilbanks KIA       | ВВС США        | Капитан (O-03)                                     | Близ Далата                                                  | 24 февраля 1967                     | Понял, что армейские рейнджеры идут в засаду, и не располагая воздушной поддержкой и радиосвязью с рейнджерами пожертвовал жизнью, чтобы их предупредить. |
| — | Louis E. Willett KIA           | Армия          | Рядовой первого класса (E-3)                       | Провинция Контум                                             | 15 февраля 1967                     | Дважды прикрывал огнём отступление своего взвода несмотря на плотный вражеский огонь. |
| — | Charles Q. Williams            | Армия          | Второй лейтенант (O-01)                            | Донгсоай                                                     | 9 июня 1965 – 10 июня 1965          | В ходе атаки группы повстанцев организовал обороны и отражал противника в течение ночи. |
| A black and white image showing the head and upper torso of Williams wearing his military dress uniform with hat. | Деуэйн Т. Уильямс KIA          | Морская пехота | Рядовой первого класса (E-2)                       | Провинция Куангнам                                           | 18 сентября 1968                    | Пожертвовал жизнью, накрыв телом гранату. |
| A black and white image showing the head and upper torso of Williams wearing his military dress uniform with hat and ribbons. An American flag is visible in the background | Джеймс Э. Уильямс              | ВМС США        | Помощник боцмана (E-6), петти-офицер I класса      | Река Меконг                                                  | 31 октября 1966                     | Несмотря на численный перевес противника Уильямс несколько раз вёл свой катер против групп вражеских джонок и сампан. В результате трёхчасовой битвы ВМС США уничтожили тысячу партизан, пятьдесят лодок и сорвали крупную вражескую операцию снабжения. |
| A black and white image of Wilson wearing his Marine Corps dress blue uniform with White dress hat. | Альфред М. Уилсон KIA          | Морская пехота | Рядовой первого класса (E-2)                       | Провинция Куангчи                                            | 3 марта 1969                        | Пожертвовал жизнью, накрыв гранату своим телом. |
| — | David F. Winder KIA            | Армия          | Рядовой первого класса (E-3)                       | Южный Вьетнам                                                | 13 мая 1970                         | Пожертвовал жизнью, пытаясь помочь раненому солдату. |
| A black and white headshot of Worley wearing his combat uniform with Kevlar helmet. | Kenneth L. Worley KIA          | Морская пехота | Младший капрал (E-3)                               | Bo Ban, провинция Куангнам                                   | 12 августа 1968                     | Пожертвовал жизнью, накрыв гранату своим телом. |
| | Реймонд Р. Райт                | Армия          | Специалист (Е-4)                                   | Зона Ап Бак                                                  | 2 мая 1967                          | Вместе с товарищем-солдатом Л. Келлером, атаковали и зачистили несколько вражеских бункеров. |
| | Максимо Ябес KIA               | Армия          | Первый сержант (E-8)                               | Близ района Đông Hòa                                         | 26 февраля 1967                     | Прикрыл своим телом товарищей в бункере, перенёс двоих раненых в безопасное место, где они могли получить медицинскую помощь и перед гибелью уничтожил вражеское пулемётное гнездо. |
| — | Rodney J. T. Yano KIA          | Армия          | Сержант первого класса (E-7)                       | Близ Biên Hòa                                                | 1 января 1969                       | Пожертвовал жизнью, чтобы спасти остальных членов своего экипажа. |
| — | Gordon D. Yntema KIA           | Армия          | Сержант (E-5)                                      | Близ района Thăng Bình                                       | 16 января 1968 – 18 января 1968     | Защищал нескольких поверженных товарищей и вынудил вьетнамцев убить его, чтобы не попасть в плен. |
| | Gerald O. Young                | ВВС            | Капитан (O-03)                                     | Кхешань                                                      | 9 ноября 1967                       | Отличился в ходе службы командиром спасательного вертолёта. |
| — | Марвин Р. Янг KIA              | Армия          | Штаб-сержант (E-6)                                 | Близ Bến Củi                                                 | 21 августа 1968                     | Пожертвовал жизнью, чтобы его отряд смог отступить. |
| — | Фред У. Забитоски              | Армия          | Штаб-сержант (E-6)                                 |                                                              | 19 февраля 1968                     | Забитоски руководил обороной пока не прибыли спасательные вертолёты. Когда вертолёт, который должен был забрать его с поля битвы разбился он не обращая внимания на свои раны спас пилота разбившегося вертолёта. |